# Kimberley Rodenbaugh
Kimberley Rodenbaugh (Estados Unidos, 26 de marzo de 1966) es una nadadora estadounidense retirada especializada en pruebas de estilo braza, donde consiguió ser subcampeona mundial en 1982 en los 100 metros estilo braza.

## Carrera deportiva
En el Campeonato Mundial de Natación de 1982 celebrado en Guayaquil (Ecuador), ganó la medalla de plata en los 100 metros estilo braza, con un tiempo de 1:11.03 segundos, tras la alemana Ute Geweniger  (oro con 1:09.14 segundos) y empatada con la canadiense Anne Ottenbrite.